# Lo Safareig (el Pinell de Brai)
Lo Safareig és una obra del Pinell de Brai (Terra Alta) protegida com a Bé Cultural d'Interès Local.

## Descripció
Es tracta de dos safareigs per a rentar la roba. Són dos dipòsits rectangulars de 8 i 5 m de llarg, 2 m d'ample i 60 cm de fondària. L'aigua procedeix de la font de Baix, hi arriba per una canalització de pedra.
Per fotografies antigues, sabem que els safareigs estaven sense cobrir. A la dècada del 1950 es van fer unes cobertes de teula àrab i un tancament lateral per a protegir els usuaris. És un recinte tancat amb clau i es troba en desús.

## Història
A part d'aquests safareigs, n'hi va haver d'altres: al barranc entre el baixador i el camí de Benifallet, que agafava l'aigua de la font Vella; al raval de Lleida, els de Freginals de ca la Marcel·la, que rebien l'aigua sobrant de la font del Broi.